# Kanadyjski cutting horse
Kanadyjski cutting horse, Canadian cutting horse – jedna z ras konia domowego o silnej budowie ciała. Charakteryzuje się małą głową osadzoną na mocnej szyi. Wyglądem podobny jest do amerykańskiego quarter horse i również jak on, jest szybki na krótkich odcinkach.
Rasa konia hodowana głównie do pracy przy bydle z powodu posiadania cow-sense czyli tzw. krowiego zmysłu. Canadian cutting horse wykorzystywany jest też w reiningu czyli konkursach sportowej jazdy westernowej z udziałem bydła (m.in. w Kanadzie) i w wyścigach krótkodystansowych.